# Randlett (Oklahoma)
Randlett – miasto w Stanach Zjednoczonych, w stanie Oklahoma, w hrabstwie Cotton.